# Sayaka Murata

Sayaka Murata (en japonés, 村田 沙耶香) (Inzai, prefectura de Chiba, 14 d'agost del 1979) és una escriptora japonesa. Ha guanyat el Premi Gunzo per a Nous Escriptors, el Mishima Yukio, el Noma Literary New Face i l'Akutagawa per La noia de la botiga de 24 hores (2016).

## Biografia
Sayaka Murata és filla d'un jutge. Era una gran lectora de menuda. La seua mare li va comprar un processador de textos quan va veure que escrivia una novel·la a mà en quart de primària. Quan acabà l'escola secundària a Inzai (Chiba), la família es va mudar a Tòquio, i s'hi llicencià en la Kashiwa High School, adjunta a la Universitat de Nishogakusha. Va assistir a la Universitat de Tamagawa, on va seguir cursos privats d'escriptura amb el novel·lista Akio Miyahara. Va llegir els grans escriptors japonesos, com ara Rieko Matsuura, Abe Kobo, Shin'ichi Hoshi i Yukio Mishima, i també Albert Camus. Al llarg de la seua carrera com a escriptora, Murata ha treballat a temps parcial durant divuit anys com a empleada d'un supermercat de Tòquio. Ara treballa en el menjador de la seua editorial Tokiota, perquè necessita la normalitat de la rutina per a continuar escrivint.
La seua primera novel·la, Jyunyū (Lactància materna), guanyà el Premi Gunzo 2003. El el 2013, el Premi Mishima Yukio. En el 2016, la seva desena novel·la va guanyar el prestigiós Premi Akutagawa, i la nomenaren una de les Dones de l'Any de Vogue Japó. Konbini ningen (La dependenta) en el 2018 es va convertir en el seu primer llibre traduït a l'anglés.(3)
Murata explora les conseqüències de la no conformitat i la repressió en la societat japonesa per a tots dos sexes, i en particular respecte als rols de gènere. Molts dels temes i les històries dels seus escrits provenen de les seues observacions com a treballadora a temps parcial en una botiga. L'acceptació social de la manca de sexe en diverses formes, inclosa l'asexualitat, el celibat involuntari i el voluntari, especialment dins del matrimoni, es repeteix com a tema en les seues obres, com ara en Shōmetsu sekai i Konbini ningen i en el conte Un matrimoni net. Murata també és coneguda per les seues representacions franques de la sexualitat entre adolescents en Gin iro no uta i Shiro-iro no machi no, sono hone no taion no.